# 亜塩素酸水
亜塩素酸水（あえんそさんすい 英：Chlorous Acid Water）は、飽和塩化ナトリウム溶液に塩酸を加え、酸性条件下で、無隔膜電解槽（隔膜で隔てられていない陽極及び陰極で構成されたものをいう。以下同じ。）内で電解して得られる水溶液に、硫酸を加えて強酸性とし、これによって生成する塩素酸に過酸化水素水を加えて反応させて得られる水溶液である。

## 概要
亜塩素酸水は、飽和塩化ナトリウム溶液に塩酸を加え、酸性条件下で、無隔膜電解槽内で電解して得られる水溶液又は塩素酸塩に、硫酸を加えて強酸性とし、これによって生成する塩素酸に過酸化水素水を加えて反応させて作ることが出来る。なお、亜塩素酸ナトリウム、二酸化塩素、次亜塩素酸ナトリウム、次亜塩素酸水とは異なるものである。
亜塩素酸水は、波長258nmから262nmの間と波長346nmと361nmの間の双方に特異吸収部が同時に存在する。亜塩素酸水は、亜塩素酸(HClO2)分子の状態で存在していることはほとんど無く、瞬間的に非解離状態の亜塩素酸(HClO2)の他に、解離状態の亜塩素酸（H+・ClO−
2）の状態で次式の平衡関係を維持する。
{\displaystyle {\ce {HClO2<=>H^{+}\cdot ClO2^{-}}}}
非解離状態の亜塩素酸(HClO2)は直ちに水成二酸化塩素（ClO2・in water phase）へと変化してしまう為に、波長346nmと361nmの間に特異吸収部を確認することが出来る。又、解離状態の亜塩素酸(HClO2)はイオン化している為、亜塩素酸イオン(ClO−
2)として波長258nmから262nmの間に特異吸収部を確認することが出来る。そのため、これらの特異吸収部は別々ではなく同時に存在している。更に、水成二酸化塩素（ClO2・in water phase）は水溶液中の電子を受け取ることにより亜塩素酸イオン(ClO−
2)が発生し、亜塩素酸(HClO2)に戻るというサイクル反応を伴う為に、亜塩素酸(HClO2)が長期に渡り安定的に存在させることが出来る。
亜塩素酸水の定量は次の反応によって行われる。
{\displaystyle {\ce {{HClO2}+ {4KI}+ 2H2SO4 -> {2I2}+ {HCl}+ {2H2O}+ 2K2SO4}}}
{\displaystyle {\ce {{2I2}+ 4Na2S2O3 -> {2Na2S4O6}+ 4NaI}}}

## 製造
下記の反応による。
{\displaystyle {\ce {{NaCl}+{3H2O}+6{\it {e}}^{-}->{NaClO3}+3H2\uparrow }}}
{\displaystyle {\ce {{2NaClO3}+ H2SO4 -> {2HClO3}+ Na2SO4}}}
{\displaystyle {\ce {{2HClO3}+H2O2->{2ClO2}+{2H2O}+O2\uparrow }}}
{\displaystyle {\ce {{2ClO2}+H2O2->{2HClO2}+O2\uparrow }}}
亜塩素酸ナトリウムにGRAS酸を加えても亜塩素酸(HClO2)は生じる。ただし、この亜塩素酸(HClO2)は容易に分解される。亜塩素酸水は、この亜塩素酸(HClO2)を工業生産した上で製造し、商業ベースで流通できるように、亜塩素酸(HClO2)のまま液中に安定化させたものである。

## 性質
亜塩素酸水は、うすい黄緑から黄赤色の透明な液体で、塩素のにおいを示す。亜塩素酸（HClO2＝68.46）4.0〜6.0%を含む。
亜塩素酸水は、平成25年2月1日に食品添加物として指定された亜塩素酸(HClO2)を主成分とする液体であり、水成二酸化塩素（ClO2・in water phase）が水溶液中の電子を受け取ることで発生する亜塩素酸イオン(ClO−
2)と、水溶液中の水素イオン(H+)が共存し、解離状態の亜塩素酸（H+・ClO−
2）として、“亜塩素酸(HClO2)”と平衡関係を維持するというサイクル反応により、亜塩素酸(HClO2)を長期に渡り安定させ、有機物存在下であっても強い殺菌効果を発揮することが出来る。また、国立医薬品食品衛生研究所（通称：国衛研）にて、『平成27年度ノロウイルスの不活化条件に関する調査』が行われ、「すべての負荷条件で検出限界以下まで不活化できたものは亜塩素酸水のみであった。」と評価されている。

## 食品添加物：殺菌料としての認可
1998年、日本で亜塩素酸(HClO2)の存在が報告されている（食品健康影響評価平成24年7月9日付府食第652号）。
平成21年12月17日厚生労働省発薬食1217第1号において、化審法（化学物質の審査及び製造等の規則に関する法律）対象物質として、リストに収載された。（MITI番号：1-1252）
平成25年2月1日に付食安発0201第2号により指定添加物として指定された。

## 用途
亜塩素酸水は、精米、豆類、野菜（きのこ類を除く）、果実、海藻類、鮮魚介類、食肉、食肉製品及び鯨肉製品並びにこれらを塩蔵、乾燥その他の方法によって保存したものに対して殺菌料としての使用が認められているが、最終製品の完成前に分解又は除去しなくてはならない。処理方法として、浸漬方法と噴霧方法があり、使用濃度基準として上限濃度が亜塩素酸(HClO2)として400ppmと定められている。
尚、平成25年2月1日付食安発0201第2号において、大量調理施設衛生管理マニュアル並びに漬物の衛生規範の中で使用できる殺菌料として追記する旨が関連通知として記載され、平成25年10月22日付食安発 1022 第 10 号で通知されている大量調理施設衛生管理マニュアル、並びに、平成25年12月13日付食安発1213第2号で通知されている漬物の衛生規範に、亜塩素酸水の用途が収載されている。
又、平成28年6月8日付生食発0608第4号において、生食用鮮魚介類、生食用かき及び冷凍食品(生食用冷凍鮮魚介類に限る。) への使用が認められている。

## 関連物質
- 亜塩素酸
- 亜塩素酸ナトリウム
- 塩化ナトリウム
- 次亜塩素酸ナトリウム
- 塩素酸ナトリウム
- 過塩素酸ナトリウム
- 次亜塩素酸水